# Ronde van Italië 1926
| Eindklassement      |                       |               |
| Algemeen klassement | Giovanni Brunero      | 137h 55' 59"  |
| Tweede              | Alfredo Binda         | + 15' 28"     |
| Derde               | Arturo Bresciani      | + 54' 41"     |
| Vierde              | Ermanno Vallazza      | + 1h 11' 38"  |
| Vijfde              | Giuseppe Enrici       | + 1h 15' 57"  |
| Zesde               | Pierino Bestetti      | + 1h 26' 00"  |
| Zevende             | Gianbattista Gilli    | + 2h 02' 52"  |
| Achtste             | Angelo Gremo          | + 3h 16' 58"  |
| Negende             | Michele Robotti       | + 3h 41' 39"  |
| Tiende              | Ezio Cortesia         | + 3h 59' 18"  |
| Rode Lantaarn       | Giuseppe Chiesa (40e) | + 27h 26' 56" |
| Ploegenklassement   | Legnano               | ...h ..' .."  |
| Tweede              | ...                   | -             |
| Derde               | ...                   | -             |

De 14e editie van de Ronde van Italië ging van start op 15 mei 1926 in Milaan, alwaar de ronde op 6 juni ook eindigde.
Er stonden 203 renners verdeeld over .. ploegen aan de start. Hij werd gewonnen door Giovanni Brunero, die de trui na de 7e etappe overnam van Costante Girardengo en de leiding vervolgens niet meer uit handen gaf. Het ploegenklassement werd gewonnen door de Legnano-ploeg.

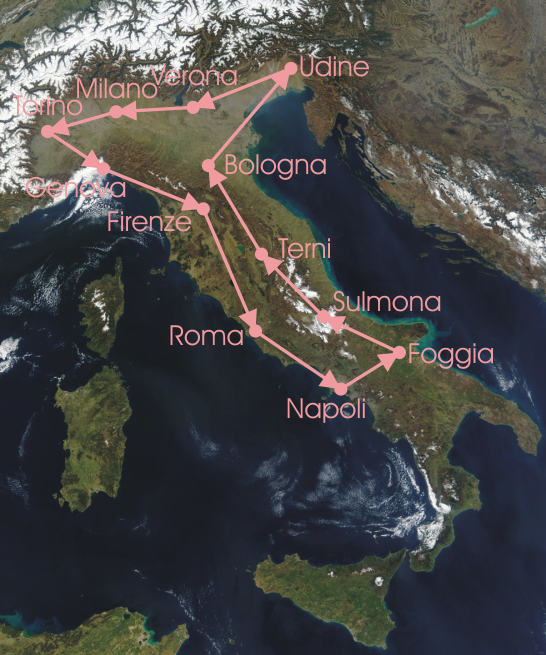
Overzicht van de etappes

Aantal ritten: 12

Totale afstand: 3429 km

Gemiddelde snelheid: 25,113 km/u

Aantal deelnemers: 203

Gefinishte deelnemers: 40

## Belgische en Nederlandse prestaties
In totaal namen er .. Belgen en .. Nederlanders deel aan de Giro van 1926.

### Belgische etappezeges
- In 1926 was er geen Belgische etappezege.

### Nederlandse etappezeges
- In 1926 was er geen Nederlandse etappezege.

## Etappe-overzicht
| Datum  | Etappe | Parcours         | Afstand | Eerste                    | Tweede                    | Derde                  | Klassementsleider         |
| ------ | ------ | ---------------- | ------- | ------------------------- | ------------------------- | ---------------------- | ------------------------- |
| 15 mei | 1      | Milaan - Turijn  | 275 km  | Domenico Piemontesi (Ita) | Egidio Picchiottino (Ita) | Arturo Bresciani (Ita) | Domenico Piemontesi (Ita) |
| 17 mei | 2      | Turijn - Genua   | 250 km  | Domenico Piemontesi (Ita) | Costante Girardengo (Ita) | Giovanni Brunero (Ita) | Domenico Piemontesi (Ita) |
| 19 mei | 3      | Genua - Florence | 312 km  | Alfredo Binda (Ita)       | Giovanni Brunero (Ita)    | Arturo Bresciani (Ita) | Domenico Piemontesi (Ita) |
| 21 mei | 4      | Florence - Rome  | 287 km  | Costante Girardengo (Ita) | Alfredo Binda (Ita)       | Giovanni Brunero (Ita) | Costante Girardengo (Ita) |
| 23 mei | 5      | Rome - Napels    | 232 km  | Costante Girardengo (Ita) | Giovanni Brunero (Ita)    | Alfredo Binda (Ita)    | Costante Girardengo (Ita) |
| 25 mei | 6      | Napels - Foggia  | 262 km  | Alfredo Binda (Ita)       | Costante Girardengo (Ita) | Pierino Bestetti (Ita) | Costante Girardengo (Ita) |
| 27 mei | 7      | Foggia - Sulmona | 250 km  | Alfredo Binda (Ita)       | Giovanni Brunero (Ita)    | Ermanno Vallazza (Ita) | Giovanni Brunero (Ita)    |
| 29 mei | 8      | Sulmona - Terni  | 266 km  | Giovanni Brunero (Ita)    | Ermanno Vallazza (Ita)    | Alfredo Binda (Ita)    | Giovanni Brunero (Ita)    |
| 31 mei | 9      | Terni - Bologna  | 357 km  | Alfredo Binda (Ita)       | Liberio Ferrario (Ita)    | Pierino Bestetti (Ita) | Giovanni Brunero (Ita)    |
| 2 juni | 10     | Bologna - Udine  | 355 km  | Pierino Bestetti (Ita)    | Alfredo Binda (Ita)       | Michele Robotti (Ita)  | Giovanni Brunero (Ita)    |
| 4 juni | 11     | Udine - Verona   | 291 km  | Alfredo Binda (Ita)       | Giovanni Brunero (Ita)    | Pierino Bestetti (Ita) | Giovanni Brunero (Ita)    |
| 6 juni | 12     | Verona - Milaan  | 288 km  | Alfredo Binda (Ita)       | Pierino Bestetti (Ita)    | Michele Robotti (Ita)  | Giovanni Brunero (Ita)    |

 winnaars · 
roze trui · 
  puntenklassement · 
  bergklassement · 
 jongerenklassement · 
 intergiro · 
 ploegenklassement · 
 strijdlust · 
 zwarte trui
Giro d'Italia Next Gen · Giro Donne · Cima Coppi
 Belgische rozetruidragers · etappewinnaars
 Nederlandse rozetruidragers · etappewinnaars
Mannen:
1909 · 
1910 · 
1911 · 
1912 · 
1913 · 
1914 · 
1919 · 
1920 · 
1921 · 
1922 · 
1923 · 
1924 · 
1925 · 
1926 · 
1927 · 
1928 · 
1929 · 
1930 · 
1931 · 
1932 · 
1933 · 
1934 · 
1935 · 
1936 · 
1937 · 
1938 · 
1939 · 
1940 · 
1946 · 
1947 · 
1948 · 
1949 · 
1950 · 
1951 · 
1952 · 
1953 · 
1954 · 
1955 · 
1956 · 
1957 · 
1958 · 
1959 · 
1960 · 
1961 · 
1962 · 
1963 · 
1964 · 
1965 · 
1966 · 
1967 · 
1968 · 
1969 · 
1970 · 
1971 · 
1972 · 
1973 · 
1974 · 
1975 · 
1976 · 
1977 · 
1978 · 
1979 · 
1980 · 
1981 · 
1982 · 
1983 · 
1984 · 
1985 · 
1986 · 
1987 · 
1988 · 
1989 · 
1990 · 
1991 · 
1992 · 
1993 · 
1994 · 
1995 · 
1996 · 
1997 · 
1998 · 
1999 · 
2000 · 
2001 · 
2002 · 
2003 · 
2004 · 
2005 · 
2006 · 
2007 · 
2008 · 
2009 · 
2010 · 
2011 · 
2012 · 
2013 · 
2014 · 
2015 · 
2016 · 
2017 · 
2018 · 
2019 · 
2020 · 
2021 · 
2022 · 
2023 · 
2024 · 
2025
Vrouwen:
1988 · 
1989 · 
1990 · 
1991 ·
1992 ·
1993 · 
1994 · 
1995 · 
1996 · 
1997 · 
1998 · 
1999 · 
2000 · 
2001 · 
2002 · 
2003 · 
2004 · 
2005 · 
2006 · 
2007 · 
2008 · 
2009 · 
2010 · 
2011 · 
2012 ·
2013 · 
2014 ·
2015 ·
2016 ·
2017 ·
2018 ·
2019 ·
2020 ·
2021 ·
2022 ·
2023 ·
2024 ·
2025